# C'era una volta nella foresta
C'era una volta nella foresta è un film animato 20th Century Fox del 1993.

## Trama
La giovane e spensierata topolina Abigail abita, assieme ai suoi amici Russell il porcospino, Edgar la talpa e Michelle il tasso, nel sottobosco della foresta di Dapplewood e frequenta volentieri ogni giorno la scuola del vecchio e saggio Cornelius, lo zio di Michelle. Un giorno i quattro, allontanatisi per gioco, giungono ai margini della foresta e scoprono una strada asfaltata: è il primo segno a loro visibile della presenza umana.
Poco dopo, mentre i cuccioli continuano le loro lezioni in giro per il bosco col vecchio tasso, su quella stessa strada avviene un incidente: un’autobotte contenente del gas velenoso esce di strada a causa dello scoppio di una gomma provocato dal coccio di una bottiglia di vetro lanciata poco prima da una persona in auto e si rovescia ai margini della foresta, sprigionando una nube tossica letale.
Mentre il conducente del camion, sopravvissuto, corre a cercare aiuto consapevole di quanto pericoloso sia il gas che fuoriesce dal mezzo, Cornelius si accorge che nel bosco c'è troppo silenzio e intuisce il pericolo. I cinque animali scappano verso la scuola e la piccola Michelle, rientrata nella sua tana nel vano tentativo di salvare i propri genitori, viene colpita in pieno dalle esalazioni venefiche e viene salvata appena in tempo dalla coraggiosa intraprendenza di Abigail, che la tira fuori dalla tana priva di sensi. 
I giovani polmoni di Michelle sono ormai compromessi e la stessa foresta è contaminata, tanto che tutti gli animali, compresi i genitori dei tre amici, spariscono misteriosamente. Cornelius porta i cuccioli nella sua tana, molto preoccupato in quanto consapevole di quanto diabolica possa essere la mano dell'uomo, a causa della quale perse i genitori quand'era ancora cucciolo, e spiega ai suoi allievi che solo delle particolari erbe mediche, da ricercarsi in un’altra foresta non contaminata, potranno salvare la vita a Michelle. Il buon Cornelius incarica i tre allievi di partire e andare a cercarle, mentre lui si prenderà cura della nipotina.  
I tre coraggiosi cuccioli si mettono in viaggio e iniziano una serie di avventure: prima sfuggono a un rapace notturno uscendo dal bosco e attraversando una brughiera, poi salvano un uccellino dalle sabbie provocate da interventi umani dannosi per l'ambiente, dopodiché sfuggono a delle gru e ruspe in funzione (chiamate draghi gialli dai pennuti appena incontrati) e infine raggiungono la foresta delle erbe mediche. Dopo l'iniziale ostilità, fanno amicizia con gli animali della foresta raggiunta, che li aiutano a recuperare le erbe. I cuccioli per recuperarle riescono perfino a costruirsi una macchina volante sfruttando i progetti del maestro. Tornati a Dapplewood in volo (col velivolo abbattuto da temporale e precipitato proprio vicino alla casa di Cornelius), si imbattono in un gruppo di uomini chiamati a bonificare il bosco, credendoli nemici. Edgar finisce in una piccola gabbia e per lui sembra finita, ma uno degli uomini se ne accorge e lo libera. Il tutto accade sotto gli occhi stupefatti di Cornelius, che per la prima volta vede un gesto d'amore di un essere umano nei confronti di un animale.
Grazie alle erbe Michelle si salva, ma scopre di essere l'unica sopravvissuta alla contaminazione della sua famiglia. Mentre Edgar, Abigail e Russel ritrovano i genitori, Cornelius promette a Michelle che si occuperà di lei e che ce la metteranno tutta per fare in modo che il bosco torni a vivere.